# Шрайберг, Яков Леонидович
Я́ков Леони́дович Шра́йберг (род. 1 сентября 1952, Житомир, УССР) — российский учёный, научный руководитель Государственной публичной научно-технической библиотеки России, доктор технических наук, профессор, член-корреспондент РАО, заслуженный работник культуры Российской Федерации, заслуженный деятель науки Российской Федерации (2022). Главный редактор журнала «Научные и технические библиотеки».

## Биография
Родился в семье служащих. В 1969 году окончил среднюю общеобразовательную школу в г. Житомир, УССР.
1975 год — с отличием окончил факультет вычислительных и управляющих систем Казанского авиационного института (ныне технический университет имени А. Н. Туполева): по специальности «Прикладная математика». Дипломная работа молодого выпускника, подготовленная на Казанском заводе ЭВМ, была первой в стране программой, написанной в среде операционной системы единой системы электронных вычислительных машин, причем на языке Ассемблер. Работал на Казанском заводе ЭВМ в специальном конструкторском бюро, затем инженером-программистом в Житомирском республиканском промышленно-техническом производственном объединении «Укрсельхозтехсистема».
1978 год — приступил к работе в ГПНТБ СССР в секторе исследований процессов управления автоматизированными системами ГПНТБ СССР в должности старшего инженера; через два месяца переведен на должность старшего научного сотрудника. 
1975—1979 гг. учился заочно в аспирантуре Института проблем передачи информации АН СССР, в лаборатории известного отечественного ученого, профессора Анатолия Демьяновича Харкевича. Его научными руководителями стали именитые советские ученые в области теории массового обслуживания – кандидат физико-математических наук Исаак Моисеевич Духовный и доктор технических наук Виктор Аронович Ивницкий.
1982 год возглавил сектор по разработке автоматизированных технологий для основных библиотечных процессов ГПНТБ СССР. 
1984 год — защитил кандидатскую диссертацию на тему «Модели разомкнутых сетей массового обслуживания в информационно-вычислительных системах» в Научном Совете по комплексной проблеме «Кибернетика» при Президиуме Академии наук СССР.
1988 год — заведующий отделом исследований и разработки автоматизированных библиотечно-информационных систем и сетей ГПНТБ СССР:
участвовал в создании автоматизированной библиотечной системы ИРБИС.
1990 год — главный конструктор автоматизированных библиотечно-информационных систем и сетей ГПНТБ СССР.
1991 год — заместитель директора по научной работе и автоматизации и в том же 1991 г. — первый заместителем директора ГПНТБ СССР(Россия).
1992 год — в составе группы специалистов Парламентского центра РФ прошёл стажировку в Исследовательской службе Библиотеки Конгресса США.
1993—1995 гг. — совместно с Борисом Исаевичем Маршаком организовал, а затем возглавил Международную ассоциацию пользователей и разработчиков системы  CDS/ISIS, которая сегодня известна как Международная ассоциация пользователей и разработчиков электронных библиотек и новых информационных технологий (Ассоциация ЭБНИТ).
С 1994 года организатор и председатель Оргкомитета ежегодной Международной Конференции «Библиотеки и информационные ресурсы в современном мире науки, культуры, образования и бизнеса» «Крым», до 2003 года «Библиотеки и ассоциации в меняющемся мире: новые технологии и новые формы сотрудничества», а с 1997 г. — ежегодной Международной Конференции «ЛИБКОМ».
1996 год — старший научный сотрудник; доцент.
1997—1999 гг. — по инициативе Я.Л.Шрайберга и при его активном участии  в США создан некоммерческий Международный библиотечный, информационный и аналитический центр (МБИАЦ), объединивший ресурсы и усилия сотен специалистов из библиотек и других организаций США, России, Украины, Белоруссии и ряда других стран.
1997 год — президент и председатель Совета директоров МБИАЦ. 
1999 год — доктор технических наук. Защищает докторскую диссертацию на тему «Принципы построения автоматизированных  библиотечно-информационных систем и сетей».
2000 год — заведующий кафедрой электронных библиотек, информационных технологий и систем МГУКИ.
2001 год — присвоено учёное звание профессора.
2006 — 2019 гг. директор  ГПНТБ России, генеральный директор.
2019 г. - научный руководитель ГПНТБ России, продолжает курировать научную и издательскую деятельность библиотеки.
Область научных интересов Шрайберга Я. Л.: исследования в области библиотековедения и информации; компьютерные и телекоммуникационные системы в библиотеке; современные информационные технологии; международное сотрудничество в библиотечно-информационной сфере, вопросы образования и управления; авторское право и защита интеллектуальной собственности.
Шрайберг Я. Л. — автор более 600 публикаций по библиотечно-информационной тематике и смежным вопросам, в том числе более 50 в зарубежных изданиях.

### Дополнительные сведения
1997 год — стипендиат стипендии ИФЛА — д-ра Х. П. Ге.
1999 год — включен в Международный биографический справочник (27-е издание). В 1997—1998, 2000—2001 гг. — Международным биографическим центром назван «Человеком мира», включен в энциклопедию «Кто есть кто в России» (3-е издание, 2008). Включен в международные справочники:
1996 год — «Кто есть кто в информационном мире»,
1997 год — «Кто есть кто в мире», «Мужчины успеха», «Кто есть кто в интеллектуальном мире», «Справочник биографий».

### Международный профессиональный Форум «Книга. Культура. Образование. Инновации» («Крым»)
С 1994 года по настоящее время Яков Леонидович Шрайберг является главным организатором и Председателем Оргкомитета ежегодной Международной библиотечной конференции «Библиотеки и информационные ресурсы в современном мире науки, культуры, образования и бизнеса», которая в 2015 году была преобразована в Международный профессиональный форум «Книга. Культура. Образование. Инновации».
Инициатор и главный организатор Крымского Форума – ГПНТБ России, а среди соорганизаторов в разные годы были различные министерства, крупнейшие библиотеки страны и другие научные и образовательные учреждения.
За годы своего существования Форум «Крым», благодаря особой актуальности своей тематической направленности, превратился в одно из самых крупных и популярных международных событий в профессиональной сфере.
Ежегодно в Форуме участвуют руководители и ведущие специалисты крупнейших библиотек мира, информационных компаний, преподаватели вузов, сотрудники издательств и книготорговых организаций, деятели науки, культуры и образования.
На Форуме обсуждаются такие вопросы, как использование современных компьютерных технологий в библиотечно-информационной и музейной сферах, современные образовательные технологии, электронные библиотеки и электронные ресурсы, защита авторского права, проблемы чтения и многое другое.

### Международная конференция «LIBCOM»
С 1997 года по настоящее время Яков Леонидович Шрайберг является главным организатором и Председателем Оргкомитета ежегодной Международной конференции «Информационные технологии, компьютерные системы и издательская продукция для библиотек» («LIBCOM»), которая с 2013 года стала проходить в г. Суздаль, Владимирская область.

### Участие в национальных, международных организациях, ассоциациях, мероприятиях
Член постоянных комитетов ИФЛА по информационным технологиям (1993—2001), статистике (2001—2005); член Постоянного комитета ИФЛА по UNIMARC (1993—1999); с 2005 по настоящее время — член комитета ИФЛА по авторскому праву и смежным юридическим вопросам; президент Международной ассоциации пользователей и разработчиков электронных библиотек и новых информационных технологий (бывшая Ассоциация АЙСИС-НИТ); вице-президент Российской библиотечной ассоциации, президент и председатель Совета директоров Международного библиотечного информационного и аналитического центра (МБИАЦ); член Ассоциации информационных работников (1991—1996); действительный член Нью-Йоркской Академии наук (1995—1998); член Наблюдательного совета по публикациям FID (1996—1998); действительный член обществ IEEE Computer Society (1995—1997), American Geoscience Society (1996—1997), действительный член ISKO (Международное общество по организации знаний); отмечен в изданиях Американского биографического института; организатор и председатель Международного и Постоянного оргкомитетов Международной конференции «Крым», организатор и председатель оргкомитета Международной конференции «LIBCOM», Председатель Международного оргкомитета Международной конференции «Библиотеки и образование» (БИО)

### Почётные звания, награды и государственные премии
Заслуженный работник культуры Российской Федерации; Заслуженный работник культуры Автономной Республики Крым (2002);
Награждён орденом Почёта, орденом Дружбы, Почётными грамотами Минпромнауки России, Минкультуры России, Федерального агентства по науке и инновациям, ГПНТБ России, почётным знаком «За вклад в экологию России», нагрудным знаком «Почётный работник науки и техники Российской Федерации».
Почётная грамота Президиума Верховной Рады Автономной Республики Крым (Автономная Республика Крым, Украина, 5 сентября 2005) — за значительный личный вклад в проведение реставрации памятника культуры международного значения Дома-музея  М.А. Волошина (г. Феодосия)

## Семья
- Жена — Лариса Изевна Фельдфикс (1955), педиатр.
  - Два сына: Александр Яковлевич Шрайберг (1979) и Игорь Яковлевич Шрайберг (1983)